# Hydaticus chrisi
Hydaticus chrisi är en skalbaggsart som beskrevs av Nilsson 2001. Hydaticus chrisi ingår i släktet Hydaticus och familjen dykare. Inga underarter finns listade i Catalogue of Life.